# ドライバー:サンフランシスコ
『ドライバー:サンフランシスコ』 (Driver: San Francisco) は、Ubisoft Reflectionsが開発し、ユービーアイソフトから2011年9月6日（北米）発売されたオープンワールドのレースゲームである。
ヨーロッパでは2011年9月2日に PlayStation 3とXbox 360および OnLiveから発売され、Microsoft Windowsは、9月27日に発売された。日本では11月10日にPlayStation 3とXbox 360で発売された。
体験版は、Xbox LiveとPlayStation Networkで8月10日に配信開始された。Wii版も同日に発売された。
ドライバーシリーズ初のCERO12歳以上対象作品でもある。

## 概要

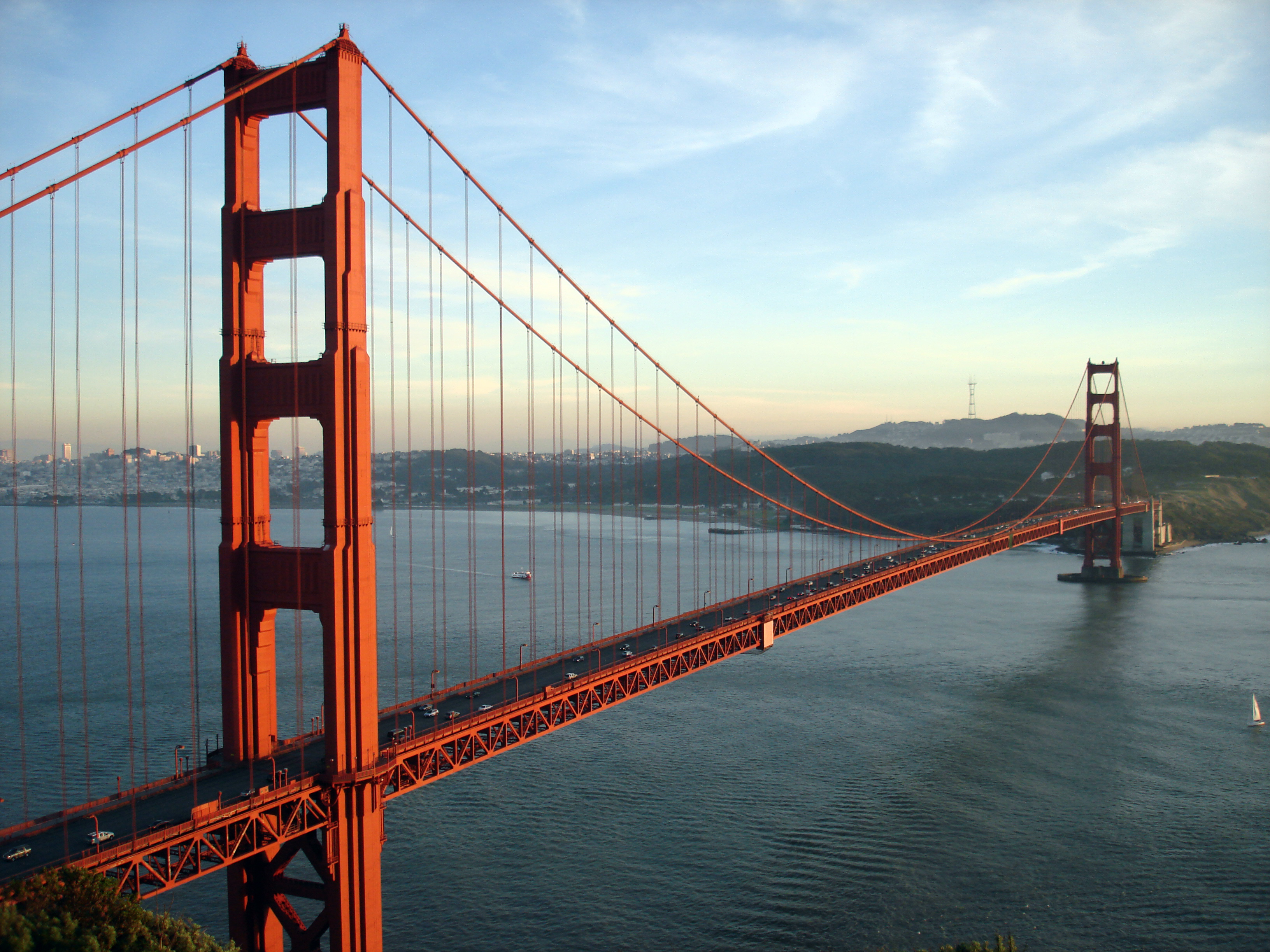
ゴールデンゲートブリッジ

本作は、DRIV3Rの続編であり、サンフランシスコ市警の刑事タナーが犯罪者ジェリコを逮捕するまでを描いたゲームである。
舞台となるサンフランシスコの街並みは、ゴールデンゲートブリッジや市北部地域までを含む20kmの道路が再現されており、トランスアメリカ・ピラミッドやピア39、チャイナタウンなどの観光名所も網羅されている。また、マリン郡とオークランドといったカリフォルニア州のほかの地域も再現されている。
なお、ゲーム上のマップは、Google Earthを使用している。

## ストーリー
主人公のタナーは、イスタンブールでヒットマンのジェリコに銃撃され一時意識不明に陥るが命を取りとめジェリコは逮捕された。
後日、サンフランシスコに移送され、同市内の裁判所へ護送中に彼は何者かの助けにより逃走を図り、タナーは相棒と共に追跡を開始したが大事故に巻き込まれてしまう。
奇跡的に助かった彼は特殊能力「シフト」を入手する。「何故自分は助かりシフトを使用できるようになったのか？」、「ジェリコはどのような犯罪を計画しているのか？」という謎に戸惑いながら、タナーはジェリコの追跡を開始した。

## ゲームシステム
ステージはオープンワールド型を採用しており、サンフランシスコを自由に移動しながら任務を遂行していく。街中を歩くことが可能だった「DRIV3R」や「DRIVER PARALLEL LINES」とは違い、初代、2のように車での移動が基本となる。また、主人公は好きな車に乗り移ることができる回数無制限の「シフト」という能力がありこれを利用しながら物語を進めていく。
メインストーリー以外にも、サブミッションやストーリートレースや逃走車をテイクダウンする等のアクティビティーが50個あり一度クリアすれば何度でも挑戦することが可能。ただし、 ストーリー・ミッションはアクティビティーをクリアをし、指定のリワードを獲得する必要がある。

## 登場人物

### 警察官
ジョン・タナー (John Tanner)
本作の主人公。38歳。元ナスカーのレース・ドライバー。レーサーを引退後、NYPD、シカゴ市警察の刑事となり、後にFBI特別捜査官となった。イスタンブールでジェリコに銃撃され重傷を負ってしまうが、命を取り留め職務復帰する。愛車は、オレンジ色の1970年式ダッジチャレンジャーR/T。
トビアス・ジョーンズ (Tobias Jones)
36歳。タナーの相棒の刑事で仲の良い友人でもある。前作にも登場している。タナーが特殊能力を身に付けた際はその力を疑っていたが、彼が言うとおりに通りかかった車が(タナーの能力により)行動したのを見てからは、事実を受け入れるようになった。ジョーンズは、タナーをサポートしながら、ジェリコを追い詰めていく。

### 犯罪者
チャールズ・ジェリコ (Charles Jericho)
ドライバー2から登場している男性。42歳。前作では高級車窃盗団のメンバーでヒットマンだったが今作ではマフィアのボスとなっている。前作のラストでタナーを銃撃し負傷させたが逮捕、起訴され、サンフランシスコの裁判所で判決公判が開かれる当日に何者かにより逃走を図り姿を消した。前作とは容姿がかなり異なっている。ストーリー終盤でターナーに追いつめられ逮捕された。
レイラ・シャラン (Leila Sharan)
27歳。アフリカで経験を積んだプロの殺し屋。ストーリー序盤でテレビ局のヘリコプターをジャックし、護送車を護衛していたパトカーをRPGで破壊する。

## 登場車種
- 車両は、全て実車で140種類の車が存在する(爆破される車は架空である。例としてストーリー最初に登場するジェリコの護送車とそれを護衛する数台のパトカー)。[10]。
- 登場する車を全て購入することが可能であるが、ダッジ・モナコポリス仕様は購入出来ない。指定されたアクティビティーをクリアしていくごとに、買える車がアンロックされていく。
- 市内に10箇所ある自動車ディーラー（自動車整備工場）は自費で購入する必要がある。物件価格は場所により異なる。購入後は車を買うことができる他に車両装備のアップグレードが可能だが、塗装や改造はできない。また、自動車の修理は、ディーラーの整備工場に行けば無料で行ってくれる。
- 一度車を購入すれば、自車が全損や破損をしてもディーラーに行けば何度でも新しい車と交換できる。その際はボディーカラーがランダムで変わる。

### 車種一覧
- フィアット・500(2008)
- フィアット・695(1970)
- アルファロメオ・159 (2009)

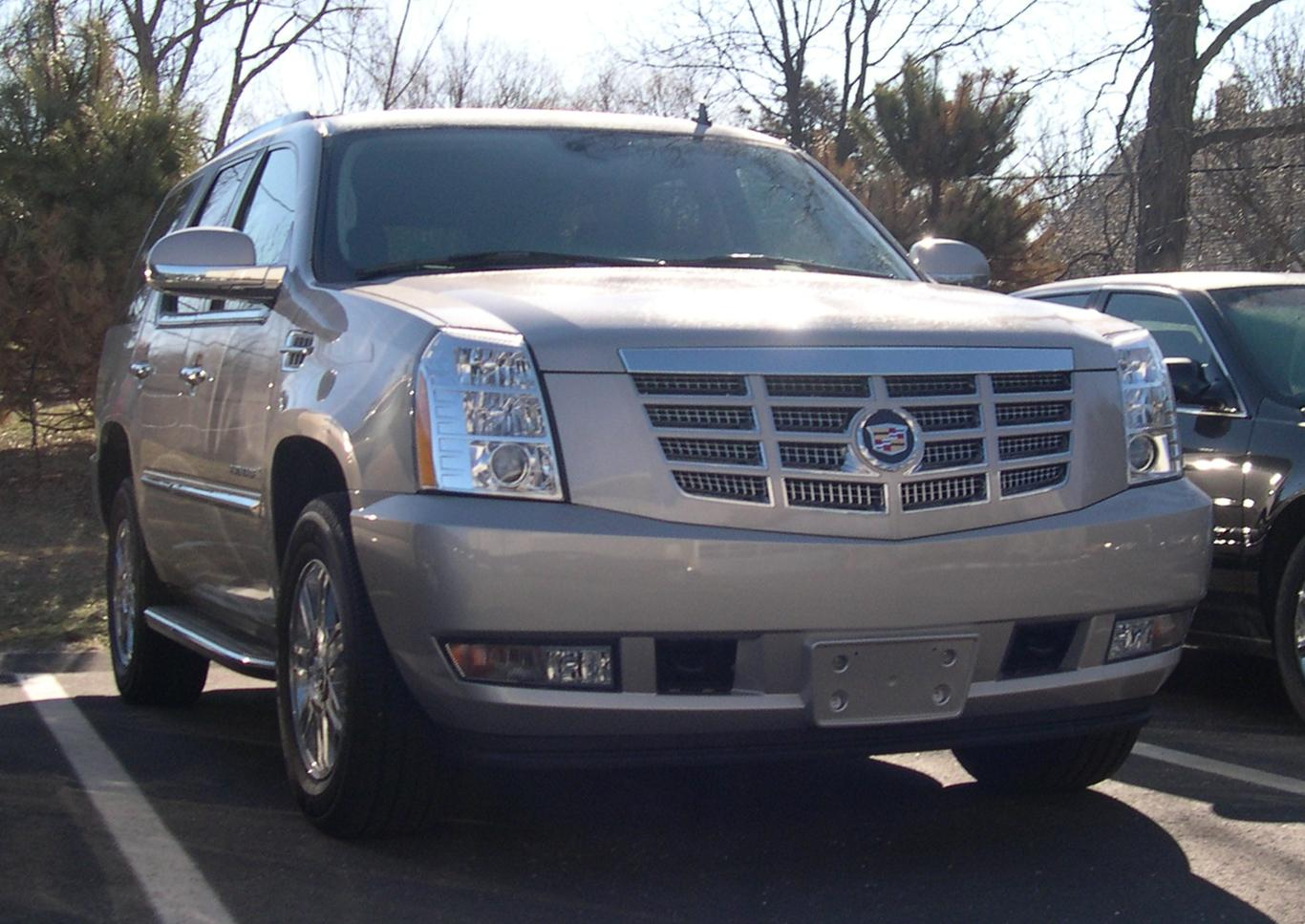
キャデラック・エスカレード（GMT900）

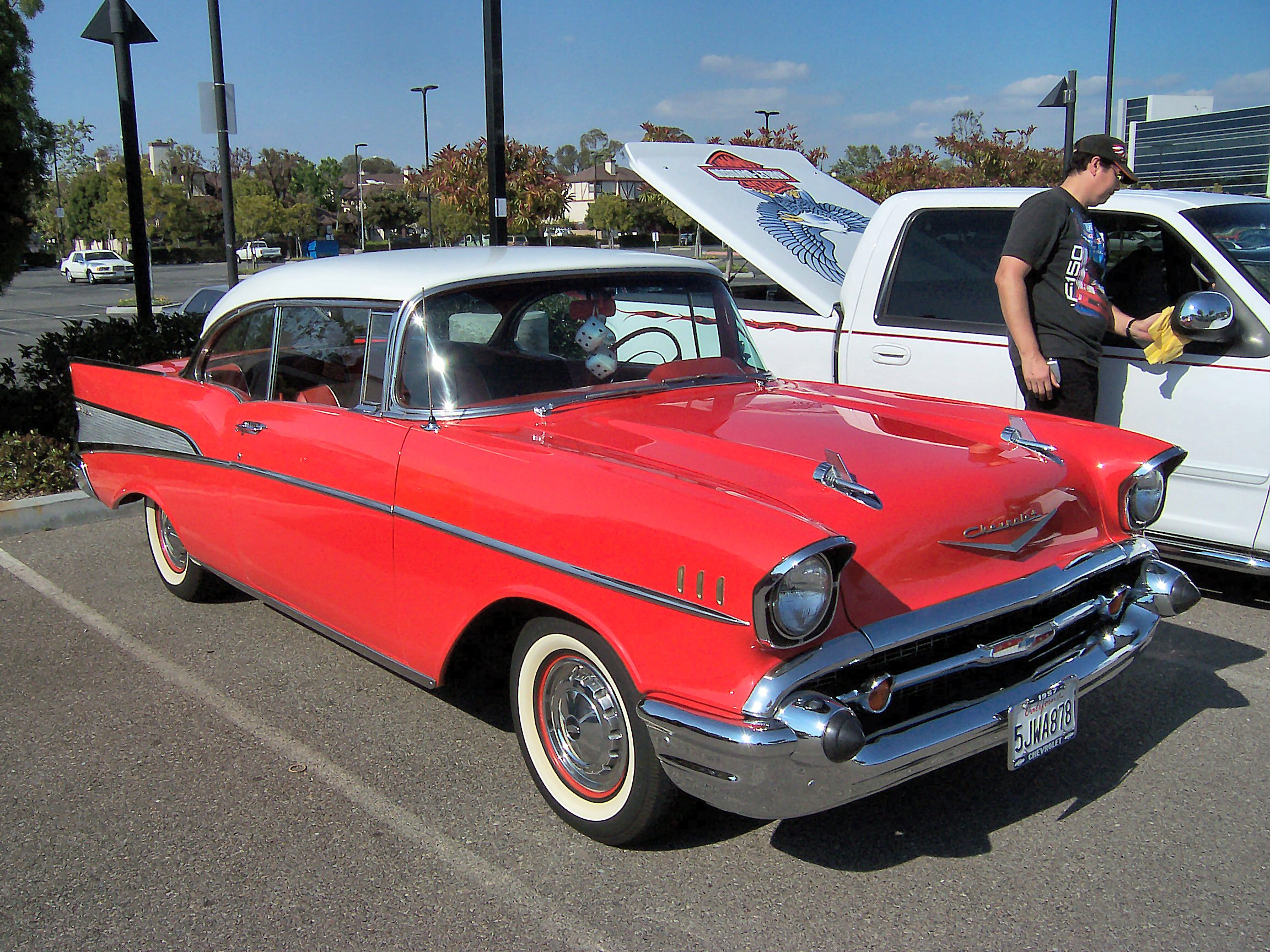
シボレー・ベルエアー

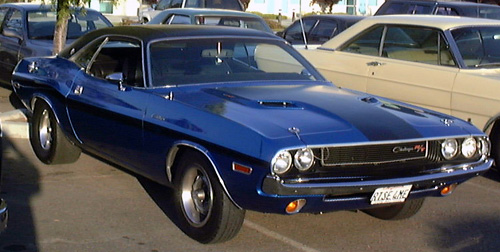
1970年モデルのダッチ・チャレンジャー

- アルファロメオ・8Cコンペティツィオーネ(2007)
- アルファロメオ・ジュリア・TZ2(1965)
- アルファロメオ ジュリエッタ(2010)
- アルファロメオ・ミト(2009)
- アルファロメオ・スパイダー・デュエット(1966)
- AMC・ペーサー(1980)
- アストンマーティン・シグネット (2011)
- アストンマーティン・DB5(1963)
- アストンマーティン・DB9・ボランテ(2010)
- アストンマーティン・ラピード(2010)
- アストンマーティン・V12ヴァンテージ (2010)
- アウディ・A4・2.0 TFSI(2010)
- アウディ Q7・4.2 FSI・クワトロ(2010)
- アウディ・R8 5.2 FSI・クワトロ(2010)
- アウディ・RS 6・アバント(2008)
- アウディ・S5・クーペ(2010)
- アウディ・スポーツ・クワトロ・S1 - ラリー車(1985)
- アウディ・TT・RS・クーペ(2010)
- Autocar WX 64

ゴミ収集車。
- ベントレー・アルナージ・T(2005)
- ベントレー・コンチネンタル・スーパースポーツ(2010)
- キャディラック・CTS-V(2010)
- キャデラック・DTS(2010)
- キャディラック・エルドラド(1959)
- キャデラック・エスカレード(2007)
- キャデラック・エスカレード - 警察仕様(2007)
- キャデラック・XLR(2009)
- クライスラー・ネオン(2002)
- シボレー・ベルエア(1957)
- シボレー・ブレイザー(2001)
- シボレー・C10(1965)

レッカー車仕様も登場。
- シボレー・カマロ・SS(1968)
- シボレー・カマロ・SS (2010)

ジョーンズの愛車。
- シボレー・カマロ・SS・Z28 (1986)
- シボレー・シェベル・SS(1970)
- シボレー・コルベット(1960)
- シボレー・コルベット・Z06 - ドリフト(2009)
- シボレー・コルベット・ZR1(2010)

警察仕様も登場する。
- シボレー・エルカミーノ(1973)
- シボレー・インパラ(2006)
- シボレー・インパラ - タクシー(2006)
- シボレー・ボルト (ハイブリッドカー)(2011)
- シボレー・シルバラード - モンスタートラック (1998)
- デロリアン・DMC-12(1983)
- ダッジ・チャレンジャー・R/T(1970)

タナーの愛車
- ダッジ・チャレンジャー・SRT8 (2009)
- ダッジ・チャージャーR/T(1969)
- ダッジ・チャージャー・SRT8(2009)

警察仕様も登場する。
- ダッジ・キャラバン(2009)
- ダッジ・キャラバン - タクシー(2009)
- ダッチ・モナコ(1974)
- ダッチ・モナコ - 警察仕様(1974)

特定のミッションに登場して購入することはできない。
- ダッチ・3500・Laramie(2010)
- ダッジ・ラム・SRT10 - Jericho's car (2006)
- ダッジ・バイパー・SRT10・ACR(2009)
- Dune buggy
- E-One Titan Force[11]

大型消防車。
- フォード・C・シリーズ

消防車。
- フォード・クラウンビクトリア(1999)
- フォード・クラウンビクトリア・インターセプター - 警察(1999)
- フォード・クラウンビクトリア - タクシー(1999)
- フォード F-150 XLT SuperCrew(2010)
- フォード・F-350 Super Duty(2008)
- フォード・グラントリノ(1974)
- フォード・GT(2006)
- フォード・マスタング・コンバーチーブル(2008)
- フォード・マスタング・GT・Fastback(1968)
- フォード・マスタング・Mach 1(1973)
- フォード・RS200 - Rally (1985)
- フォード・シェルビー・GT500(2010)
- フォード・トーラス・SHO(2010)
- GMC・C5500(2008)

救急車仕様も登場。
- GMC・サバンナ - News Van (2005)
- GMC・Sierra(1998)
- GMC・Vandura(1983)
- Grumman-Olson・P-800
- ハドソン・ホーネット(1951)
- ハマー・H3X(2009)
- インターナショナル・3800

スクールバス。
- インターナショナル・4000・シリーズ

民間仕様のほかに護送車としても登場する。
- ジャガー・Eタイプ(1966)
- ジャガー・XFR(2010)
- ジャガー・XKR(2010)
- ジープ・ラングラー(1988)
- ケンワース・K-100
- ケンワース・T-600
- ランボルギーニ・カウンタック・LP400S(1978)
- ランボルギーニ・ディアブロ・VT(1994)
- ランボルギーニ・ガヤルド・LP560-4(2009)
- ランボルギーニ・ジャルパ(1986)
- ランボルギーニ・ミウラ(1972)
- ランボルギーニ・ムルシエラゴ・LP640(2007)
- ランボルギーニ・ムルシエラゴ・LP670-4 SV (2009)
- ランチア・ストラトス - ラリー仕様 (1974)
- リンカーン・タウンカー(2010)
- リンカーン・MKZ
- リンカーン・MKZ

ムービーで爆破される警察車両のモデル。
- マセラティ・グラントゥーリズモ・S(2008)
- MCI・J・4500

大型観光バス。
- マクラーレン・F1(1997)
- マクラーレン・MP4-12C(2011)
- メルセデス・ベンツ・SLRマクラーレン(2008)
- 日産・370Z(2009)
- 日産・370Z - Drift (2009)
- 日産・GT-R(2010)
- 日産・スカイラインGT-R(R33) - ドリフト (1998)
- オールズモビル・カトラス・442(1970)
- オールズモビル・ヴィスタクルーザー(1972)
- Orion VII NG

路線バス。
- パガーニ・ゾンダ・チンクエ(2009)
- ポンティアック・GTO・ザ・ジャッジ(1970)
- Pontiac Lemans(1971)
- ポンティアック・ソルスティス・GXP(2009)
- ポンティアック・ソルスティス・GXP - ドリフト(2009)
- ポンティアック・トランザム(1975)
- ポンティアック・トランザム(1977)
- ポンティアック・トランザム(1980)
- ランドローバー・レンジローバースポーツ・スーパーチャージャー(2010)
- RUF・CTR3(2010)
- ルーフ・CTR・イエローバード(1987)
- ルーフ・RK・クーペ(2010)
- ルーフ・RK・クーペ(2009)
- ルーフ・Rt・12(2010)
- シェルビー・コブラ・427(1966)
- シェルビー・GT500(1967)
- フォルクスワーゲン・キャンパーズ(1965)
- フォルクスワーゲン・シロッコ・R(2009)

ラリー仕様も登場。
- Volkswagen Baja Buggy(1963)
- フォルクスワーゲン・ビートル(1963)
- フォルクスワーゲン・ビートル・コンバーチーブル(2009)

## オーディオ
ゲーム中に流れている音楽はPinewood Studiosが担当した。ジェームス・ポンドシリーズのフランチャイズとして知られているスタジオある .。
ゲームではライセンスを得た60曲の音楽が収録されている。
OSTの担当者はRIch Aitken氏。
サウンドトラックは、 ファンク、ヒップホップ、電子音楽、オルタナティヴ・ロック 、ハードロック が収録されている。

### 参加アーティストと提供曲
- アレサ・フランクリン - Rock Steady (Alt Mix)
- ドクター・ジョン
- DJシャドウ
- ザ・ブラック・キーズ
- ザ・キュアー
- ビースティ・ボーイズ
- クイーンズ・オブ・ザ・ストーン・エイジ
- ノイゼッツ - Don't Give Up
- デス・イン・ヴェガス
- ファンカデリック
- ブラック・レベル・モーターサイクル・クラブ
- ジーズ・ニュー・ピューリタンズ
- プロディジー - World's On Fire
- The Heavy
- Unkle
- Elbow[14]
- その他 60 以上のアーティスト

## デモ版
2011年8月10日にPlayStation 3のPlayStation Network（PSN）及びXbox 360のXbox Live Arcadeで体験版が配信された。
- 走行できるマップの範囲が限られている
- セーブはできない
- 3つのミッションが用意されている